# Золотая медаль имени В. И. Даля
Золота́я меда́ль имени В. И. Даля — научная награда, присуждаемая Российской академией наук за выдающиеся работы в области русского языка, лексикографии, литературы и фольклора. Учреждена в 1994 году и присуждается каждые пять лет. Названа в честь русского учёного, писателя и лексикографа, составителя «Толкового словаря живого великорусского языка» Владимира Ивановича Даля.

Внешний вид медали
Обратная сторона медали

## Награждённые медалью
- 1994 — академик О. Н. Трубачёв «за фундаментальный лексикографический труд „Этимологический словарь славянских языков (праславянский лексический фонд)“»
- 1999 — академик Ю. С. Степанов «за книгу „Константы. Словарь русской культуры“»
- 2004 — академик Ю. Д. Апресян «за „Новый объяснительный словарь синонимов русского языка“ в 3-х томах»
- 2009 — академик Н. Ю. Шведова «за цикл научных трудов по проблемам исследования лексико-грамматической системы русского литературного языка и её смыслового строения»
- 2015 — академик А. Е. Аникин «за серию научных трудов в области этимологической лексикографии русского языка: „Этимологический словарь русских диалектов Сибири“, „Этимология и балто-славянское лексическое сравнение в праславянской лексикографии. Материалы для балто-славянского словаря“, „Опыт словаря лексических балтизмов в русском языке“, „Самодийско-тунгусо-маньчжурские лексические связи“, „Русский этимологический словарь“»
- 2019 — доктор филологических наук В. М. Мокиенко «за цикл „Больших словарей“ русской фразеологии — поговорок, сравнений, пословиц: „Большой словарь русских поговорок“, „Большой словарь русских народных сравнений“, „Большой словарь русских пословиц“»
- 2024 — доктор филологических наук Дж. И. Эдельман — за «Этимологический словарь иранских языков»[1]